# Rampage (deutsche Band)
Rampage ist eine 1986 gegründete Hard-Rock-Band aus Viersen. Das 1992 im Dust-Music-Studio produzierte Debütalbum Wings of the Eagle mit dem gleichnamigen Titellied wurde sowohl von lokalen als auch von überregionalen Radiosendern monatelang gespielt. Die Band wurde in der Musikszene am Niederrhein und Ruhrgebiet schnell bekannt.

## Geschichte
Durch ständige Live-Auftritte wurde auch der Fernsehsender RTL auf die Band aufmerksam. In der TV-Serie Die Wache (Folge 35, Disharmonien, vom 9. März 1995) drehte sich die zentrale Handlung rund um die Band Rampage, auf die ein Anschlag verübt wird. Die Band spielte sich selbst und bot mehrere Lieder dar. Für die Titelmusik zum Film Transformers 3 aus dem Jahre 2011 unterlag die Band in der Endausscheidung mit ihrem Lied Letz Go Transform nur dem Komponisten Steve Jablonsky. Die Band trat danach regelmäßig als Headliner bei Transformers-Conventions auf.
Andreas Schöwe vom Metal Hammer beschreibt die Musik der Band, die sich seit 25 Jahren treu geblieben ist, als „solider handgemachter Hardrock, der sich härtetechnisch irgendwo zwischen Mad Max, Fair Warning und Bonfire bewegt und auf gute Tanzbarkeit ausgerichtet ist. Aber auch ein epischer, leicht theatralisch veranlagter und eher in die Ayreon-Kerbe schlagender Sechsminüter […] ist im Angebot.“

## Diskografie
Alben
- 1995: Wings of the Eagle (Point Music)
- 2000: Wheels of Fire (Point Music)
- 2010: Evidence III (Eigenvertrieb)
- 2011: Letz Go Transform – Maxi Edition (Eigenvertrieb)
- 2019: Eagle's Flight (Supermusic)

## Galerie

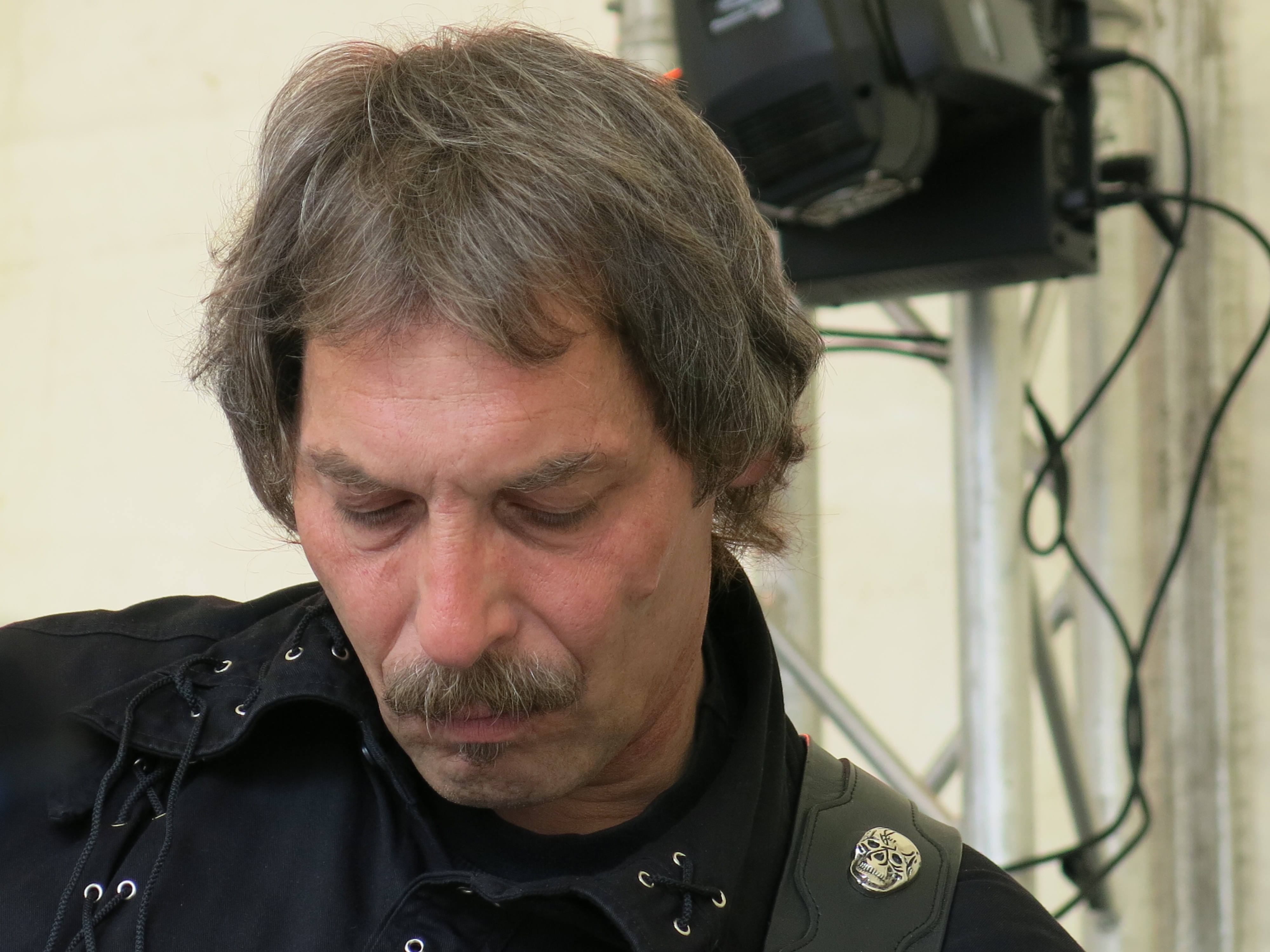
André Genenger (Gitarre)
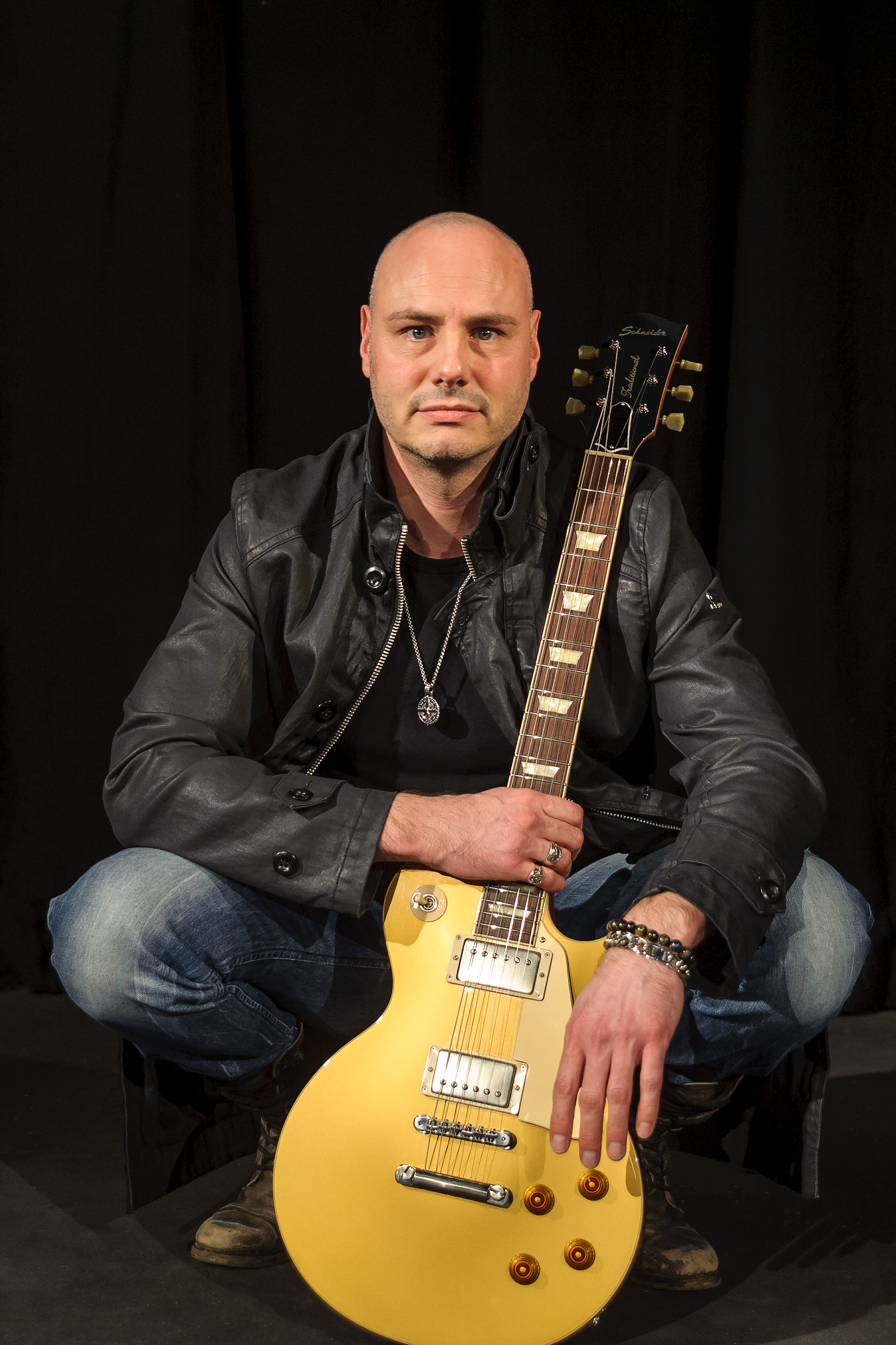
Stefan Deppe (Gitarre)
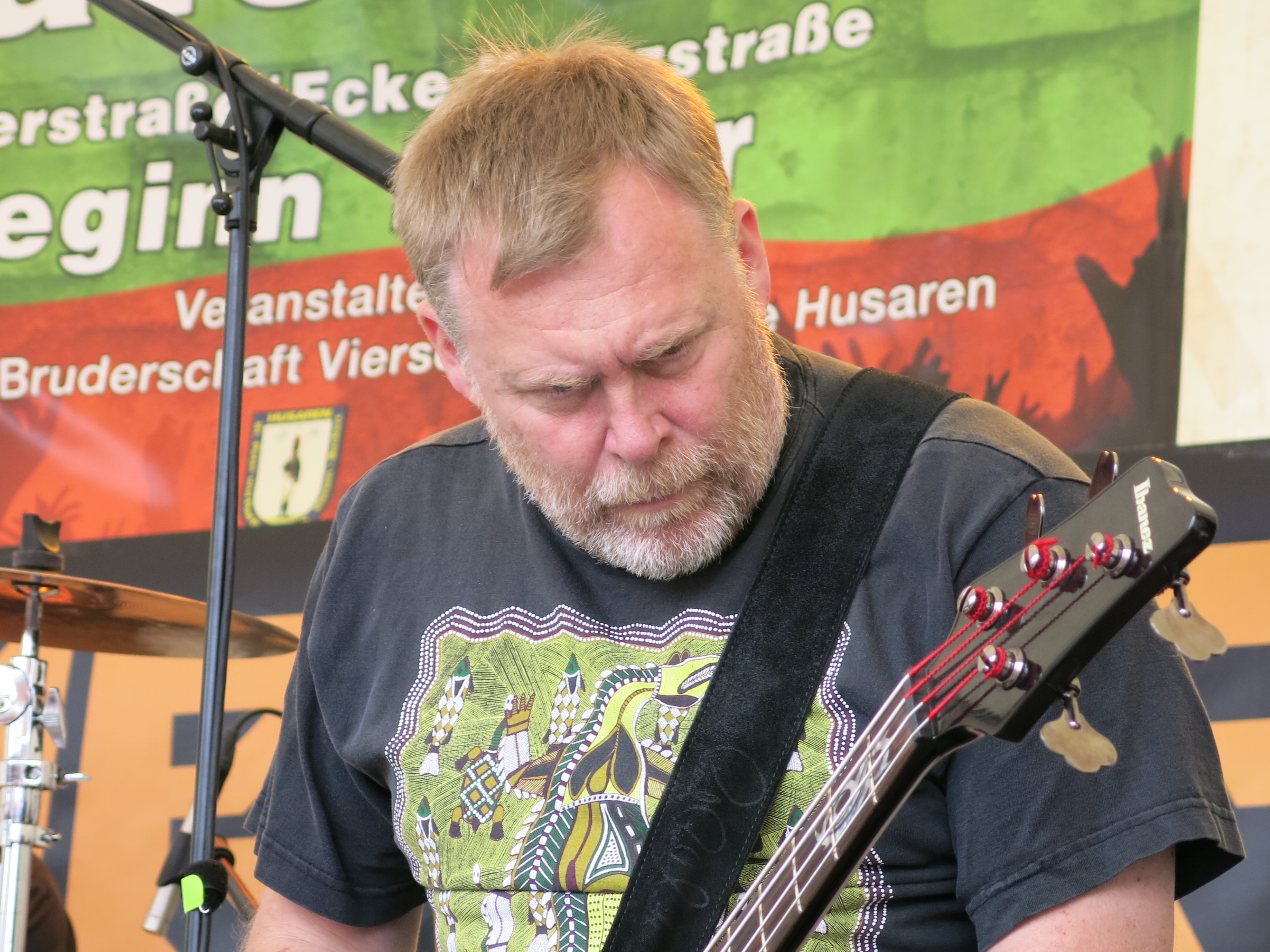
Dirk Stöcker (Bass)
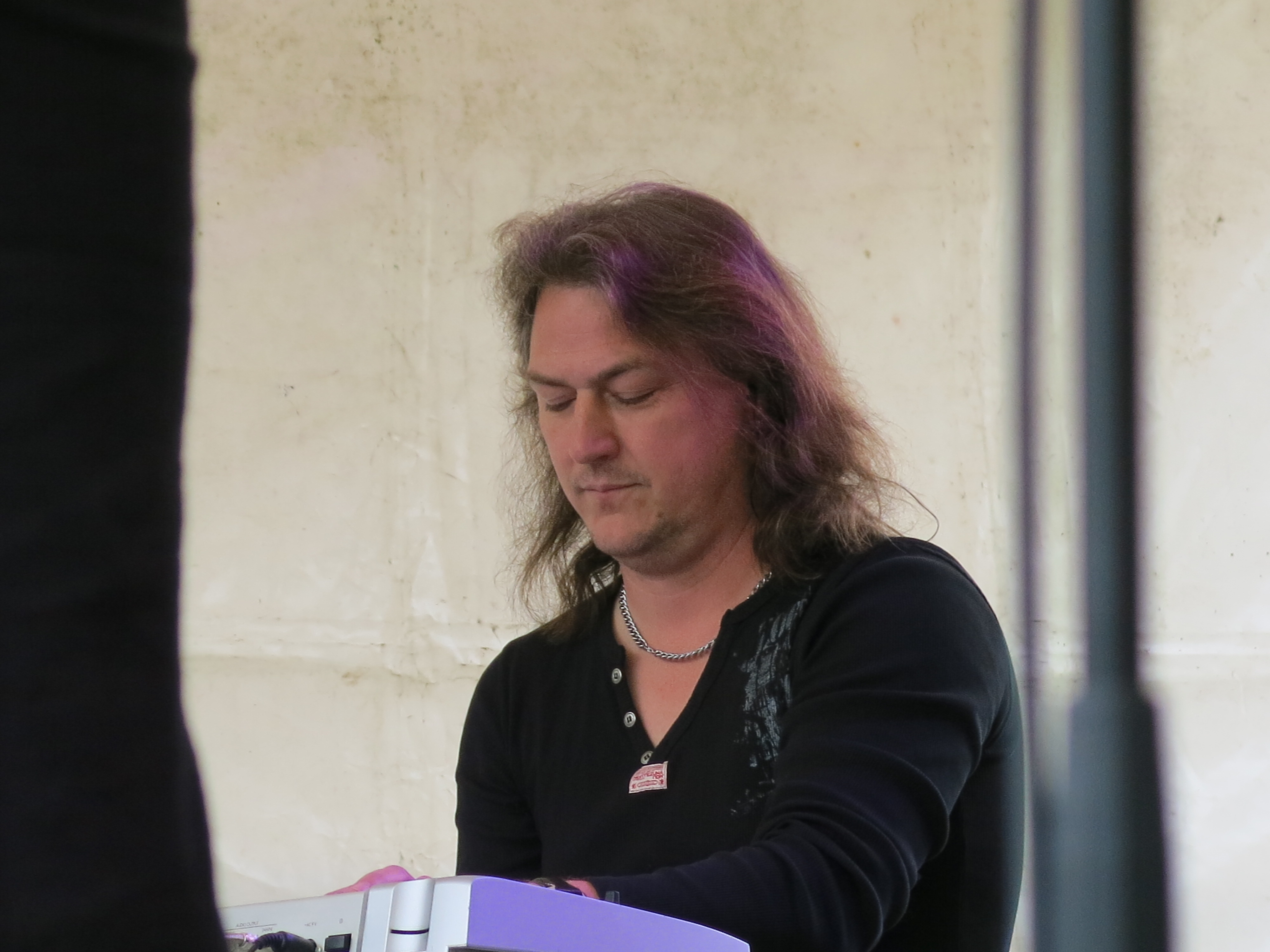
Oliver Imkamp (Keyboard)
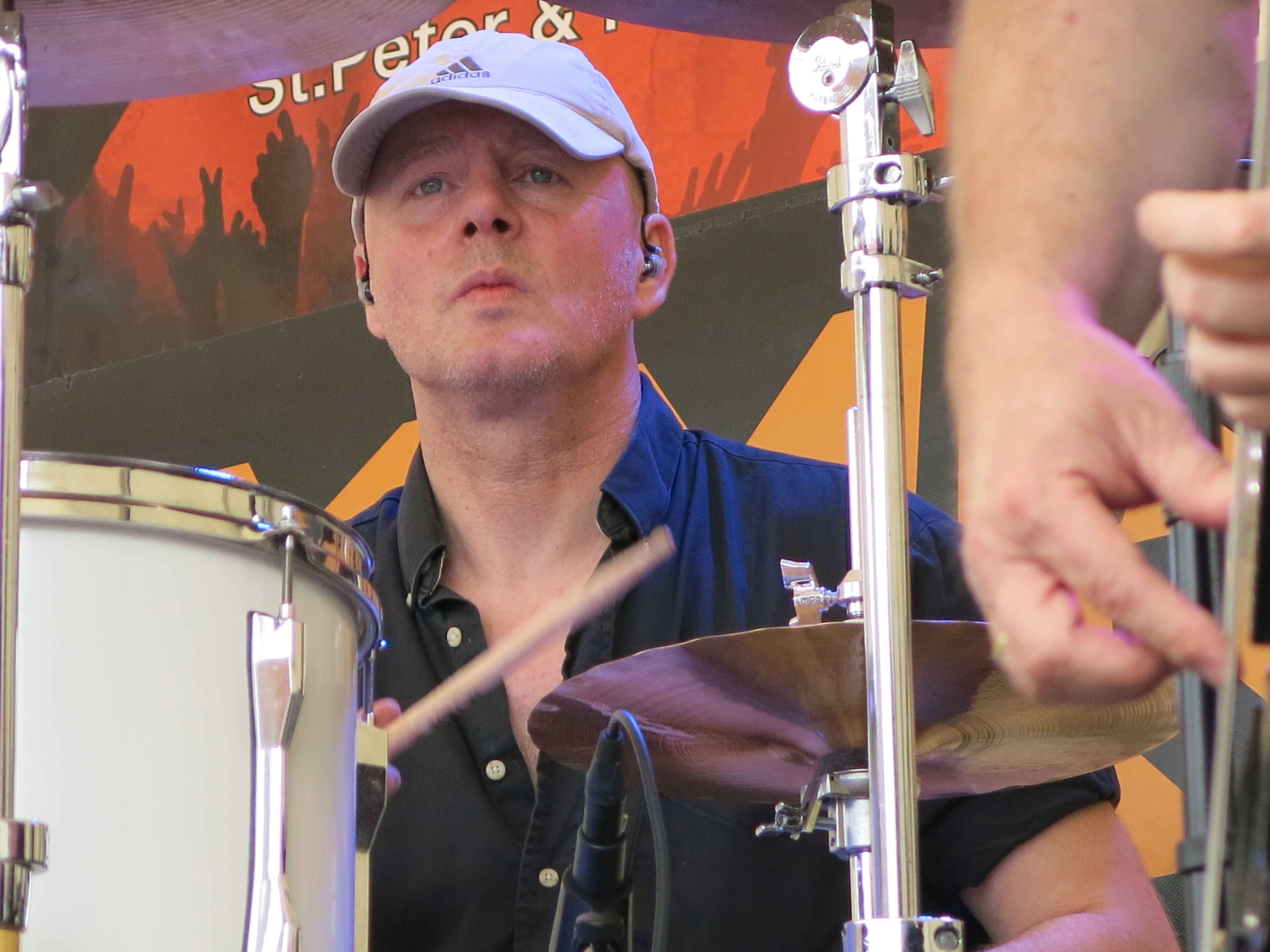
Ralf Rombach (Schlagzeug)
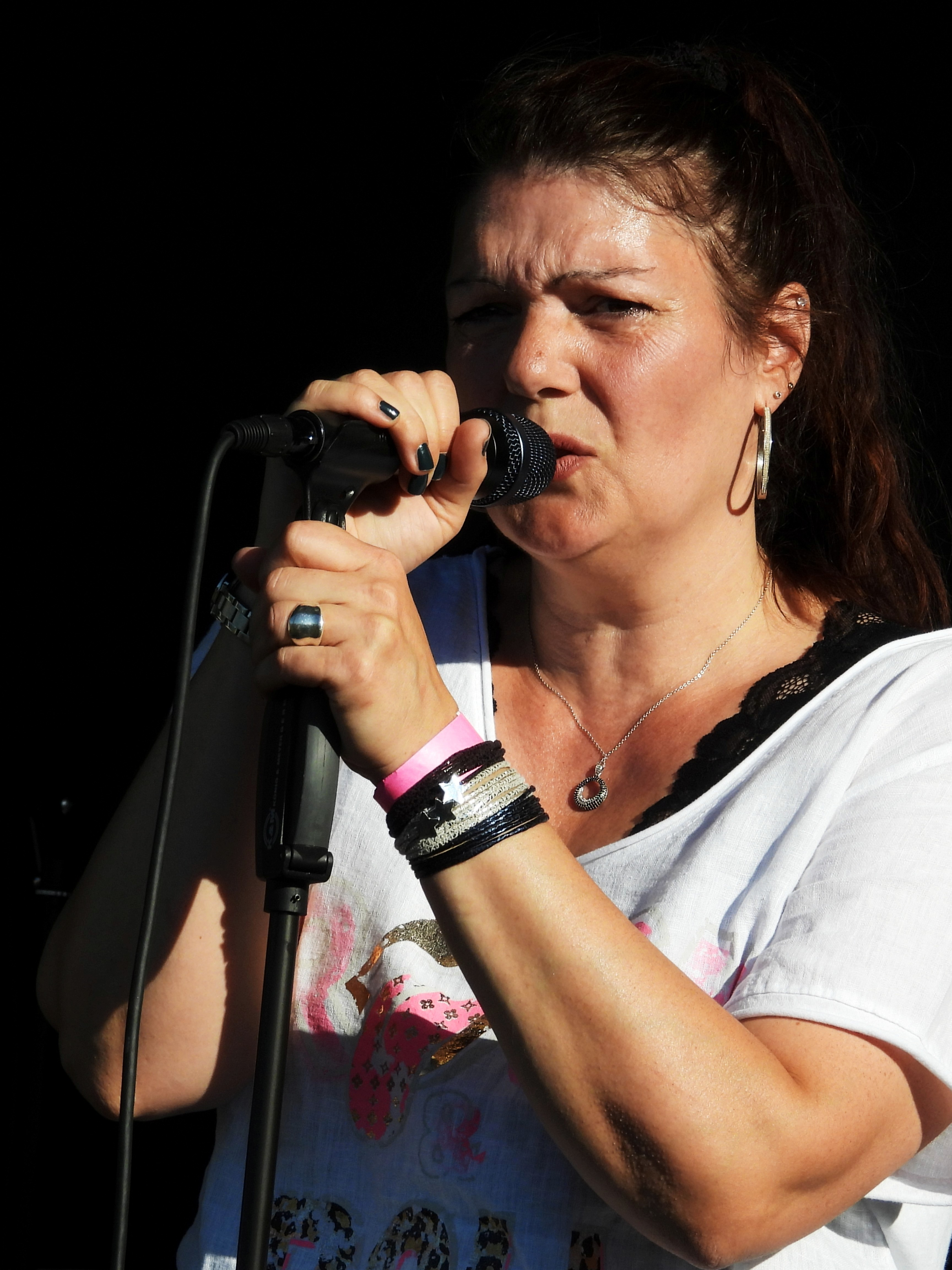
Heidi Imkamp (Gesang)